# (10480) Jennyblue
(10480) Jennyblue est un astéroïde de la ceinture principale.

## Description
(10480) Jennyblue est un astéroïde de la ceinture principale. Il fut découvert le 15 mai 1982 à l'observatoire Palomar. Il présente une orbite caractérisée par un demi-grand axe de 2,27 UA, une excentricité de 0,08 et une inclinaison de 2,7° par rapport à l'écliptique.

## Compléments